# Viola riviniana
Viola riviniana Rchb., 1823 è una specie appartenente alla famiglia delle Violacee.

## Descrizione
Può arriva fino ad un'altezza di 10 cm e una larghezza di 50 cm. Le foglie sono di color verde scuro e hanno una forma a "cuore"; produce numerosi fiori dai petali viola che sbocciano tra maggio e giugno.

## Distribuzione e habitat
Il suo areale spazia dall'Eurasia e al Nord Africa. Il suo habitat comprende principalmente le estremità dei boschi, prati e siepi ombrose. Cresce generalmente in tutti i terreni tranne quelli acidi o molto umidi.